# Hidrastinina

Hidrastinina.

Hidrastinina é um alcalóide semi-sintético obtido da hidrólise do alcalóide hidrastina, que é encontrado naturalmente em pequenas quantidades na Hydrastis canadensis L., e em outras plantas da família Ranunculaceae.
A hidrastinina foi obtida por oxidação do hidrocloreto de hidrastina com ácido nítrico por algum tempo. A droga foi patenteada pela Bayer como um  anti-hemorrágico na década de 1910. Também pode ser obtida a partir da acetalamina pela síntese de Fritsch 
Apresenta fórmula molecular C11H13NO3 e massa molar 207,23 g·mol−1. Seu nome oficial é  6-metil-5,6,7,8-tetrahidro[1,3]dioxolo[4,5-g]isoquinolin-5-ol

## Literatura
- John Uri Lloyd (1908): Hydrastis canadensis. Lloyd Library, Cincinnati. *Reprint im PDF-Format